# Clignon
Le Clignon est une rivière du département de l'Aisne principalement, dans la région Hauts-de-France et un affluent de l'Ourcq, donc un sous-affluent du fleuve la Seine par la Marne.
Accessoirement la confluence est au croisement des trois départements de l'Aisne, de l'Oise et de Seine-et-Marne et donc aussi dans la région Île-de-France.

## Géographie
La rivière naît à Bézu-Saint-Germain, entre les lieux-dits la Péronnerie et Bézuet, à 164 m d'altitude.
Puis elle adopte la direction de l'ouest. Elle passe à Épaux-Bézu, Licy-Clignon, Gandelu puis Montigny-l'Allier, elle marque la limite entre les départements de l'Aisne et de Seine-et-Marne (l'Île-de-France et les Hauts-de-France) pendant les 10 derniers kilomètres de son cours puis rejoint l'Ourcq en face de Neufchelles (Oise).
La longueur de son cours d'eau est de 29,96 km.
Ses eaux sont détournées à Montigny-l'Allier par le canal de dérivation du Clignon afin d'alimenter le Canal de l'Ourcq, qui fait partie du réseau des Canaux parisiens

### Communes et cantons traversés
Dans les trois départements de l'Aisne, l'Oise et la Seine-et-Marne, le Clignon traverse les vingt communes suivantes, de l'amont vers l'aval, de Bézu-Saint-Germain (source), Épaux-Bézu, Bonnesvalyn, Monthiers, Licy-Clignon, Torcy-en-Valois, Bussiares, Hautevesnes, Veuilly-la-Poterie, Saint-Gengoulph, Gandelu, Brumetz, Coulombs-en-Valois, Montigny-l'Allier (Aisne), Crouy-sur-Ourcq (Oise), Neufchelles (Seine-et-Marne) (confluence).
Soit en termes de cantons, le Clignon prend source dans le canton de Château-Thierry, traverse les canton de Villers-Cotterêts, canton d'Essômes-sur-Marne conflue dans les canton de La Ferté-sous-Jouarre, canton de Nanteuil-le-Haudouin, le tout dans les arrondissements de Château-Thierry, de Meaux et de Senlis.

### Toponymes
Le Clignon a donné son hydronyme à la commune de Licy-Clignon.

### Bassin versant
Le Clignon traverse les trois zones hydrographiques de « L'Ourcq du confluent du Clignon (exclu) au confluent de la Marne (exclu) », « L'Ourcq du confluent du ruisseau d'Autheuil (exclu) au confluent du Clignon (exclu) », « Le Clignon de sa source au confluent de l'Ourcq (exclu) »

### Organisme gestionnaire
L'organisme gestionnaire est le sygbv-ourcq-amont syndicat du bassin versant de l'Ourcq amont et du Clignon, sis à Neuilly-Saint-Front. Celui-ci est regroupé dans une structure telle que « l’Union des Syndicats d’Aménagement et de Gestion des Milieux Aquatiques (USAGMA) est un syndicat mixte qui regroupe 13 structures intervenant dans la gestion des rivières et des milieux aquatiques : dix syndicats mixtes, une communauté d'agglomération, une Association Syndicale Autorisée (ASA) et le Conseil départemental de l’Aisne. Chaque membre conserve sa totale autonomie de décision et de fonctionnement ».

## Affluents
Le Clignon a quatorze affluents référencés dont les quatre principaux de plus de 5 km sont :
- le ru du Rhone, ou ru du Pas Richard (rg[note 1]), 7 km avec quatre affluents et de rang de Strahler trois :
  - ru de Coulombs (rg), 4 km sur les trois communes de Coulombs-en-Valois (source), Germigny-sous-Coulombs et Gandelu (confluence), avec un affluent :
    - le ru du Pre des Fontaines (rd) 3 km sur la seule commune de Germigny-sous-Coulombs et sans affluent.

  - le Fossé 01 des Bois de la Reculée (rg), 1 km sur les deux communes de Germigny-sous-Coulombs et Gandelu, avec un affluent :
    - le Fossé 01 de la Montagne d'Or (rg), 1,21 km sur la seule commune de Germigny-sous-Coulombs et sans affluent.

  - le fosse 01 des Glandons 1,18 km sur les trois communes de Dhuisy, Gandelu (confluence) et Marigny-en-Orxois (source), sans affluent.
  - la Fontaine de Fontenay (rd), 0,12 km sur la seule commune de Gandelu, sans affluent.
- le ru du Bastourne (rg), 5 km sur les trois communes de Gandelu (confluence), Marigny-en-Orxois (source), Veuilly-la-Poterie, avec un affluent et de rang de Strahler quatre :
  - le ru Cormont (rg) 3 km sur les trois communes de Marigny-en-Orxois, Montreuil-aux-Lions (source), Veuilly-la-Poterie (confluence), avec un affluent :
    - le Fossé 01 de la Mauvaise Femme (rg), 1 km sur la seule commune de Marigny-en-Orxois, avec un affluent :
      - le Fossé 01 du Chardonneret (rd), 1,34 km sur la seule commune de Marigny-en-Orxois, sans affluent.
- le ru de Saint-Gengoulph (rd), 5 km sur les deux communes de Hautevesnes (source) et Saint-Gengoulph (confluence), sans affluent
- le cours d'eau 01 de Blanchard (rd), 5 km sur les deux commune de Bonnesvalyn (source) et Épaux-Bézu (confluence) avec un affluent de rang de strahler deux :
  - le Fossé 01 des Hacotis (rd), 2 km prend sa source dans la commune de Latilly et conflue sur Bonnesvalyn, sans affluent.

Les dix autres affluents de moins de cinq kilomètres sont au maximum de rang de STrahler deux.

### Rang de Strahler
Donc son rang de Strahler est cinq par le ru du Bastourne et le Ru Cormont.

## Hydrologie
Son régime hydrologique est dit pluvial océanique.

## Aménagements et écologie

### ZNIEFF's
Quatorze Zones Naturelles d’Intérêt Écologique, Floristique et Faunistique (ZNIEFF), dont treize de type I et une de type II sont recensées sur le bassin versant du Clignon. Deux zones de type I ont la vallée du Clignon dans leurs noms :
- la ZNIEFF Coteaux et marais de la vallée du Clignon de Bussiares à Licy de 143 hectares sur six communes[4], avec des « pelouses calcicoles à ourlets de Brachypode penné et Brome érigé et prairies humides à jonc noueux »[2].

- la ZNIEFF Coteaux de la vallée du Clignon amont de 134 hectares sur la seule commune de Épaux-Bézu[5], avec des « pelouses sabulicoles acidiphiles, coteau et prairies à végétation xérophile à mésophile calicole et boisement humide »[2].

### Qualité
Deux stations qualités sont implantées sur le Clignon : une à Montigny-l'Allier et l'autre à Brumetz.